# مجعدة الإجاص
مُجَعَّدة الإجاص أو تَفْرِيَنَة الإجاص أو الكُمَّثْرَى فطر غير مكتمل وهو أحد مسببات الأمراض النباتية . يسبب بثور الأوراق على أشجار الكمثرى.